# مارتین تی
مارتین تی (به انگلیسی: Martin T) یک هواگرد ساختِ کارخانهٔ گلن ال. مارتین کمپانی در کشور ایالات متحده آمریکا است. نخستین استفاده‌کنندهٔ این هواگرد نیروی زمینی ایالات متحده آمریکا بوده‌است. این هواگرد برای نخستین بار در ۱۹۱۳ میلادی مورد استفاده قرار گرفت.